# Commissie-Von der Leyen II

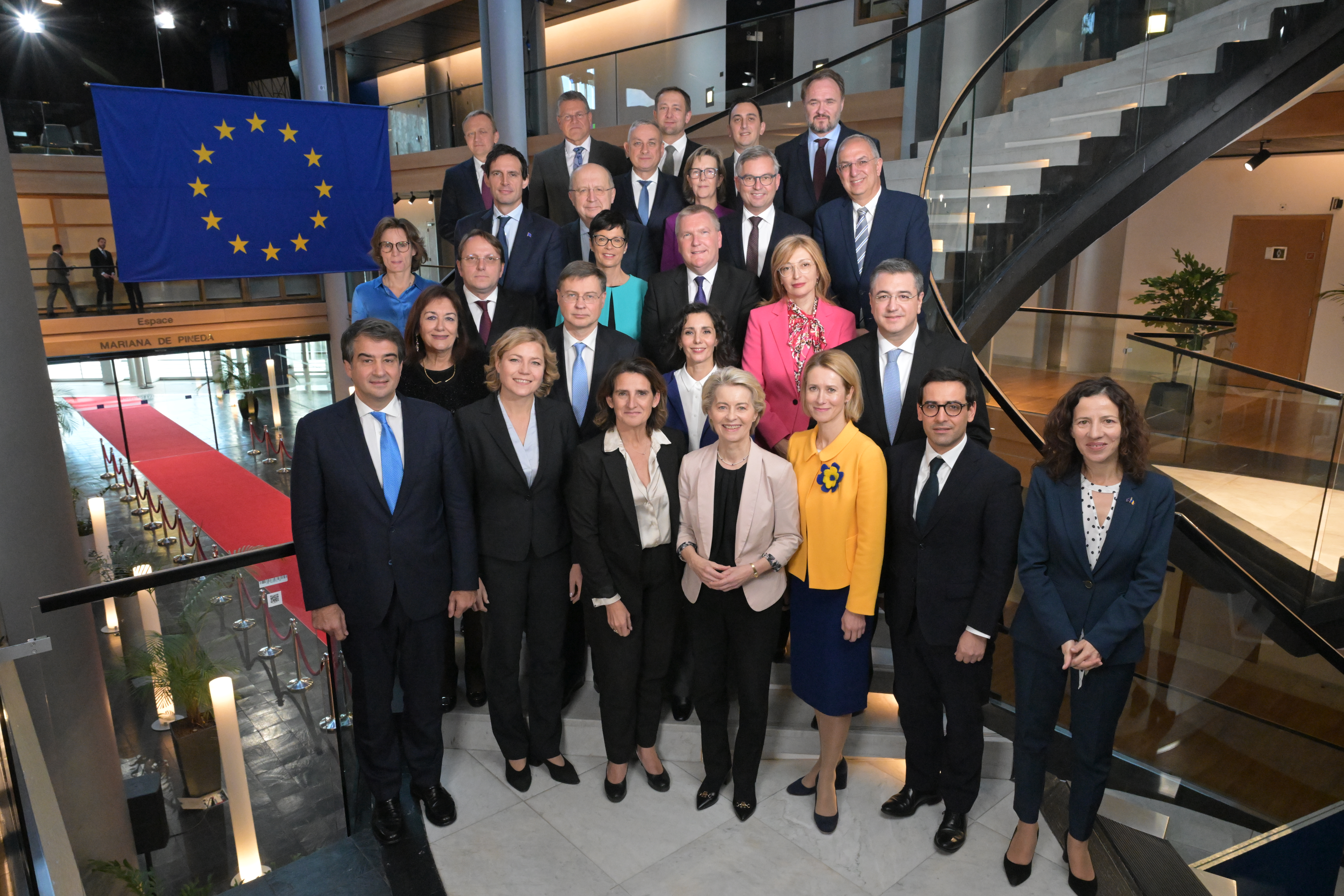
De commissie-Von der Leyen II

De commissie-Von der Leyen II is de Europese Commissie die op 1 december 2024 is aangetreden. De voorzitter is de Duitse Ursula von der Leyen van de Europese Volkspartij (EVP). Het volgde de commissie-Von der Leyen I op.

## Samenstelling
| Portefeuille                                                                                              | Commissaris | Commissaris | Commissaris            | Lidstaat    | Partij                            | Opmerking(en) |
| --- | ----------- | ----------- | ---------------------- | ----------- | --------------------------------- | ------------- |
| Voorzitter van de Europese Commissie                                                                      |             |             | Ursula von der Leyen   | Duitsland   | EVP Nationaal: CDU                |               |
| Uitvoerend Vicevoorzitter Hoge vertegenwoordiger van de Unie voor Buitenlandse Zaken en Veiligheidsbeleid |             |             | Kaja Kallas            | Estland     | Renew Nationaal: Reformierakond   |               |
| Uitvoerend Vicevoorzitter Technologische Soevereiniteit, Veiligheid en Democratie                         |             |             | Henna Virkunnen        | Finland     | EVP Nationaal: NCP                |               |
| Uitvoerend Vicevoorzitter Welvaart, Industriële Strategie, Interne Markt                                  |             |             | Stéphane Séjourné      | Frankrijk   | Renew Nationaal: RE               |               |
| Uitvoerend Vicevoorzitter Cohesie en Hervormingen                                                         |             |             | Raffaele Fitto         | Italië      | ECR Nationaal: Fdl                |               |
| Uitvoerend Vicevoorzitter Vaardigheden, Onderwijs, Cultuur, Kwalitatieve Jobs, Sociale rechten            |             |             | Roxana Mînzatu         | Roemenië    | S&D Nationaal: PSD                |               |
| Uitvoerend Vicevoorzitter Schone, Rechtvaardige en Competitieve Transitie, Competitiviteit                |             |             | Teresa Ribera          | Spanje      | S&D Nationaal: PSOE               |               |
| Binnenlandse Zaken en Migratie                                                                            |             |             | Magnus Brunner         | Oostenrijk  | EVP Nationaal: ÖVP                |               |
| Paraatheid, Crisisbeheer en Gelijkheid                                                                    |             |             | Hadja Lahbib           | België      | Renew Nationaal: MR               |               |
| Start-ups, Onderzoek en Innovatie                                                                         |             |             | Ekaterina Zakharieva   | Bulgarije   | EVP Nationaal: GERB               |               |
| Middellandse Zeegebied                                                                                    |             |             | Dubravka Šuica         | Kroatië     | EVP Nationaal: HDZ                |               |
| Visserij en Oceanen                                                                                       |             |             | Costas Kadis           | Cyprus      | EVP Nationaal: onafhankelijk      |               |
| Internationale Partnerschappen                                                                            |             |             | Jozef Síkela           | Tsjechië    | EVP Nationaal: onafhankelijk      |               |
| Energie en Wonen                                                                                          |             |             | Dan Jørgensen          | Denemarken  | S&D Nationaal: Socialdemokraterne |               |
| Duurzaam Transport en Toerisme                                                                            |             |             | Apostolos Tzitzikostas | Griekenland | EVP Nationaal: ND                 |               |
| Gezondheid en Dierenwelzijn                                                                               |             |             | Olivér Várhelyi        | Hongarije   | PfE Nationaal: Fidesz             |               |
| Democratie, Justitie en Rechtstaat                                                                        |             |             | Michael McGrath        | Ierland     | Renew Nationaal: FF               |               |
| Economie en Productiviteit, Implementatie en Vereenvoudiging                                              |             |             | Valdis Dombrovskis     | Letland     | EVP Nationaal: V                  |               |
| Defensie en Ruimtevaart                                                                                   |             |             | Andrius Kubilius       | Litouwen    | EVP Nationaal: TS-LKD             |               |
| Landbouw en Voeding                                                                                       |             |             | Christophe Hansen      | Luxemburg   | EVP Nationaal: CSV                |               |
| Intergenerationele Rechtvaardigheid, Jeugd, Cultuur en Sport                                              |             |             | Glenn Micallef         | Malta       | S&D Nationaal: PL                 |               |
| Klimaat, Net-Zero en Schone Groei                                                                         |             |             | Wopke Hoekstra         | Nederland   | EVP Nationaal: CDA                |               |
| Budget, Fraudebestrijding, Openbaar Bestuur                                                               |             |             | Piotr Serafin          | Polen       | EVP Nationaal: PO                 |               |
| Financiële Diensten, Kapitaalmarktenunie                                                                  |             |             | Maria Luís Albuquerque | Portugal    | S&D Nationaal: PSD                |               |
| Handel en Economische veiligheid, Relatie tussen de EU-instellingen en Transparantie                      |             |             | Maroš Šefčovič         | Slowakije   | S&D Nationaal: SMER               |               |
| Uitbreiding van de EU en Oostelijk Nabuurschap                                                            |             |             | Marta Kos              | Slovenië    | Renew Nationaal: GS               |               |
| Milieu, Waterbeheer en Competitieve Circulaire Economie                                                   |             |             | Jessika Roswall        | Zweden      | EVP Nationaal: M                  |               |